# Navadna kumara
Navadna kumara (tudi solatna kumara ali kumarica, murka), znanstveno ime Cucumis sativus, je zelo razširjena kulturna rastlina iz družine bučevk (Cucurbitaceae). 

## Izvor
Izvira iz vzhodnega dela Indije in je bila pomemben del prehrane že v antiki. 

## Opis
Plod je zelen, trd in tudi surov užiten. Kot vse jagode sprosti svoja semena šele, ko zgnije meso. Sestavlja jo 97 % vode in je z 9,7 kcal na 100 gramov zelo revna s kalorijami. Kumara je bogata z vitamini in minerali...

## Uporaba v prehrani
Kumare zavzemajo važno mesto v prehrani kot sezonska sveža vrtnina in tudi kot zimska vložena solata. Najboljši so mladi plodovi s še nedozorelimi semeni. Značilno zanje je tudi, da je vsebina bazična, zato uravnoteža prebavne sokove. Ta lastnost kumar je tudi razlog da mnoge ženske kumare in sok iz njih rade uporabljajo za maske v kozmetiki, nekaterim pa kumare zelo zadiše v prvi fazi nosečnosti.